# 北町 (国分寺市)
北町（きたまち）は、東京都国分寺市の町名。現行行政地名は北町一丁目から北町五丁目。郵便番号は185-0001。

## 地理
国分寺市の北端に位置する。北は小平市上水新町及び上水本町、東は東戸倉、南は並木町、西は立川市若葉町に隣接する。町内は概ね住宅地・農地として利用されている。

## 世帯数と人口
2017年（平成29年）12月1日現在の世帯数と人口は以下の通りである。
| 丁目       | 世帯数    | 人口    |
| ---------- | --------- | ------- |
| 北町一丁目 | 317世帯   | 675人   |
| 北町二丁目 | 197世帯   | 431人   |
| 北町三丁目 | 229世帯   | 604人   |
| 北町四丁目 | 394世帯   | 1,024人 |
| 北町五丁目 | 333世帯   | 765人   |
| 計         | 1,470世帯 | 3,499人 |

## 小・中学校の学区
市立小・中学校に通う場合、学区は以下の通りとなる。
| 丁目       | 番地 | 小学校               | 中学校               |
| ---------- | ---- | -------------------- | -------------------- |
| 北町一丁目 | 全域 | 国分寺市立第六小学校 | 国分寺市立第五中学校 |
| 北町二丁目 | 全域 | 国分寺市立第六小学校 | 国分寺市立第五中学校 |
| 北町三丁目 | 全域 | 国分寺市立第六小学校 | 国分寺市立第五中学校 |
| 北町四丁目 | 全域 | 国分寺市立第六小学校 | 国分寺市立第五中学校 |
| 北町五丁目 | 全域 | 国分寺市立第六小学校 | 国分寺市立第五中学校 |

## 交通

### 鉄道
| 近隣の駅                                         |
| ------------------------------------------------ |
| 国分寺線 - 恋ヶ窪駅（SK 02） - 鷹の台駅（SK 03） |

西武国分寺線が東部を横切っているが、駅は設置されていない。

### バス
- 北町公園⇔国立（立川バス　国24-2,国24）の並木2丁目バス停、北町2丁目バス停、北町公園バス停
- 上水営業所⇔国立（立川バス　国26,国25）の並木町バス停、並木2丁目バス停
- 上水営業所⇔国分寺（立川バス　寺50）の並木町バス停、並木2丁目バス停

の3路線が通る。

### 道路
- 東京都道7号杉並あきる野線（五日市街道）

## 施設
- 神明社
- 愛宕神社
- 東京創価小学校（国分寺市北町五丁目と小平市上水新町二丁目にまたがっている）
- 北町公園
- 北町第二浄水場
- 東京餃子軒国分寺並木店
- ダイソー国分寺北町店